# 魏瑟湖 (卡爾戈)
53°26′58″N 12°51′12″E / 53.44944°N 12.85333°E
魏瑟湖（德語：Weißer See），是德國的湖泊，位於該國東北部梅克倫堡-前波美拉尼亞州，由梅克倫堡湖區郡負責管轄，長0.4公里、寬0.2公里，面積0.06平方公里，海拔高度64米。